# Étienne de Vaux (militaire)
Cet article concerne le compagnon de la Libération. Pour seigneur français du XIe siècle, voir Étienne de Vaux (seigneur de Joinville).
Pour les articles homonymes, voir Étienne de Vaux et Vaux.
Étienne de Vaux, né Étienne Moisson de Vaux le 3 décembre 1922 à Stuttgart et mort le 30 septembre 1945 à Tripoli, est un militaire et résistant français, Compagnon de la Libération. 

## Biographie

### Jeunesse et engagement
Fils d'un diplomate en poste en Allemagne, Étienne de Vaux naît le 3 décembre 1922 à Stuttgart. De retour en France, il effectue sa scolarité au collège jésuite Saint-François de Sales à Évreux puis au lycée Saint-Joseph d'Avignon. Suivant son père, employé par la compagnie du canal de Suez, il s'installe en Égypte où il fréquente le Collège de la Sainte Famille du Caire,. Son cursus secondaire terminé, il débute, toujours au Caire, des études de droit qu'il poursuit jusqu'en 1942.

### Seconde Guerre mondiale
Le territoire égyptien se retrouvant impliqué dans la seconde guerre mondiale lors de la guerre du désert, Étienne de Vaux voit transiter des troupes britanniques mais aussi des compatriotes de la France libre,. Ayant pris connaissance de l'action de ces derniers lors de la bataille de Bir Hakeim en juin 1942, il décide de se joindre à la lutte et s'engage dans les forces françaises libres (FFL),. Dans les rangs du 1er régiment de marche de spahis marocains (1er RMSM), il participe à la seconde bataille d'El Alamein puis à la campagne de Tunisie à l'issue de laquelle il obtient une citation à l'ordre des FFL pour son action lors de la bataille de Médenine,. Stationné au Maroc avec le 1er RMSM lorsque celui-ci est intégré à la 2e division blindée (2e DB du général Leclerc, Étienne de Vaux suit dans le même temps les cours d'élève-officier à l'issue desquels il est promu aspirant. La division est ensuite déplacée vers l'Angleterre en vue du débarquement allié en Europe.
Débarqué sur Utah Beach avec son unité en août 1944, Étienne de Vaux prend part à la bataille de Normandie. Le 10 août, à l'approche du village de Rouessé-Vassé, dans la Sarthe, son automitrailleuse est immobilisé par le tir d'un char ennemi. Gardant son sang-froid, il risposte immédiatement, contraignant le blindé à battre en retraite, puis tient sa position pendant une heure juste devant les lignes ennemies. Cette action lui vaut une citation à l'ordre de la division. Suivant l'avancée de la division, il participe ensuite à la libération de Paris et à la bataille des Vosges,. Entre le 15 et le 19 novembre 1944, il participe activement à la libération du village de Cirey-sur-Vezouze en Meurthe-et-Moselle. Lors de ce combat, le 17 novembre, il est violemment pris à partie par une colonne allemande mais parvient à les tenir en respect et à rester sur sa position jusqu'à ce qu'il soit dégagé par des renforts alliés, obtenant à l'occasion une seconde citation à l'ordre de la division. Après la libération de Strasbourg, Étienne de Vaux est déplacé vers le front de l'Atlantique pour participer à la réduction de la poche de Royan avant de suivre la progression de la 2e DB à travers l'Allemagne jusqu'à Berchtesgaden.

### Après-Guerre
Non encore démobilisé, Étienne Devaux obtient une permission en août 1945 durant laquelle il retourne en Égypte pour rendre visite à sa famille. À l'issue de celle-ci, Étienne de Vaux meurt le 30 septembre 1945, lorsque l'avion qu'il prend pour rentrer en France s'écrase au décollage à l'aéroport de Tripoli.

## Décorations
|  |  |  |  |  |  |  |  |  |
|  |  |  |  |  |  |  |  |  |
|  |  |  |  |  |  |  |  |  |

| Chevalier de l'Ordre de la Légion d'Honneur                   | Chevalier de l'Ordre de la Légion d'Honneur                   | Chevalier de l'Ordre de la Légion d'Honneur                   | Compagnon de la Libération Par décret du 17 novembre 1945 | Compagnon de la Libération Par décret du 17 novembre 1945 | Compagnon de la Libération Par décret du 17 novembre 1945 | Croix de guerre 1939-1945 Avec une palme et deux étoiles d'argent    | Croix de guerre 1939-1945 Avec une palme et deux étoiles d'argent    | Croix de guerre 1939-1945 Avec une palme et deux étoiles d'argent    |
| Croix du combattant volontaire Avec agrafe "Guerre 1939-1945" | Croix du combattant volontaire Avec agrafe "Guerre 1939-1945" | Croix du combattant volontaire Avec agrafe "Guerre 1939-1945" | Médaille coloniale Avec agrafe "Tunisie"                  | Médaille coloniale Avec agrafe "Tunisie"                  | Médaille coloniale Avec agrafe "Tunisie"                  | Médaille commémorative des services volontaires dans la France libre | Médaille commémorative des services volontaires dans la France libre | Médaille commémorative des services volontaires dans la France libre |
| Médaille commémorative française de la guerre 1939-1945       |                                                               |                                                               |                                                           |                                                           |                                                           |                                                                      |                                                                      |                                                                      |

## Hommages
- À Estrennes, son nom est inscrit sur le Monument aux Morts de la commune[6].
- À Mont-Louis, son nom figure au Livre d'Or des 11e Bataillon Parachutiste de Choc et 11e Demi-Brigade Parachutiste de Choc[7].